# Костас Симитис
Константинос Г. Симитис (грч. Κωνσταντίνος Γ. Σημίτης; Пиреј, 23. јун 1936 — Коринт, 5. јануар 2025) био је грчки политичар и бивши премијер Грчке. Симитис је водио покрет 'Модернизације' Грчке. Успео је да на челу, оснивача Панхеленског социјалистичког покрета (ПАСОК), замени Андреаса Папандреуа и био је премијер Грчке од 1996. до 2004. године.